# Storia de fratelli e de cortelli
Pour plus de détails, voir Fiche technique et Distribution.
Storia de fratelli e de cortelli est un film italien réalisé par Mario Amendola et sorti en 1973.
Il s'inspire du monologue dramatique d'Americo Giuliani, Er fattaccio.

## Synopsis
Dans la Rome du début du XXe siècle, Gigi et Nino Romagnoli sont deux frères du Trastevere qui partagent la même chambre dans le petit appartement de leur mère veuve, dont Maresciallo Cenciarelli est amoureux depuis 27 ans, sans que ce soit réciproque. Tout en travaillant comme forgerons dans un atelier du Vicolo del Moro (it), les deux frères essaient par tous les moyens de gagner l'argent nécessaire à l'achat d'une chambre attenante à leur appartement où Nino pourra vivre après avoir épousé sa fiancée Tecla. Gigi est également fiancé à Rosetta, mais plutôt que de se marier, il préfère faire de nouvelles conquêtes féminines. Il perd la tête pour l'une d'entre elles, une danseuse d'avant-garde nommée Mara, habituée au luxe que lui offrent ses nobles amants.
Nino gagne 50 lires lors d'une compétition de boulimie, tandis que Gigi perd un match de boxe. Gigi doit également participer à une course cycliste, avec un prix de 500 lires à la clé, mais il néglige son engagement pour séduire Mara, obligeant son frère à participer à sa place. Ce dernier, aidé par des amis du quartier, réussit à gagner la course.
Après s'être emparé de toutes les économies que la famille avait accumulées jusqu'alors et avoir été impliqué dans un cambriolage, Gigi s'abandonne à la belle vie avec Mara, voyageant dans les plus belles villes d'Italie. Après avoir dilapidé tout l'argent, il retourne à Rome, où il tente de gagner de l'argent en jouant au lansquenet et n'est sauvé d'une situation dangereuse que par l'aide du maréchal Cenciarelli.
De retour chez sa mère, il tente également de voler la montre qui appartenait à son défunt père. Nino l'en empêche de force et le jette dans le couloir. Gigi, fou de rage, tente de le poignarder, mais tue involontairement sa mère, qui est intervenue pour protéger Nino. Ce dernier, pour se venger, poignarde et tue Gigi, et se retrouve à Regina Cœli pour ce que Il Messaggero appellera « Il fattaccio di Trastevere ».

## Fiche technique
- Titre : Storia de fratelli e de cortelli[1],[2],[3],[4]
- Réalisateur : Mario Mattoli
- Scénario : Bruno Corbucci, Mario Amendola, Sergio Corbucci
- Photographie : Fausto Zuccoli
- Montage : Alberto Gallitti
- Musique : Franco Micalizzi
- Décors : Franco Calabrese
- Production : Giuseppe Amato
- Société de production : Testa Gay Cinematografica
- Pays de production :  Italie
- Langue originale : italien
- Format : Couleurs - 2,35:1 - Son mono - 35 mm
- Durée : 94 minutes
- Genre : Comédie policière
- Dates de sortie :
  - Italie : 15 avril 1973

## Distribution
- Maurizio Arena : Nino Romagnoli
- Guido Mannari : Gigi Romagnoli
- Tina Aumont : Mara
- Ninetto Davoli : Riccetto, le crieur
- Anna Maria Pescatori : Armida Romagnoli
- Vittorio De Sica : Maréchal Silvestro Cenciarelli
- Sandra Cardini Tecla
- Elena Veronese : Rosetta
- Toni Ucci : Silvio
- Enrico Luzi (en) : Ciancicagnocchi
- Franco Citti : Artemio dit Masticabrodo
- Guido Cerniglia : Baron Astori
- Renato Malavasi : prêtre Don Placido
- Dante Cleri : comédien de théâtre (Picchio Percuoco)
- Roberto Dell'Acqua : boxeur anglais
- Paco Fabrini : enfant lors d'un match de boxe
- Mario Donatone : Maire de Frascati